# Belgien i olympiska sommarspelen 1996
Belgien deltog i de olympiska sommarspelen 1996 med en trupp bestående av 61 deltagare, och totalt blev det sex medaljer.

## Medaljer

### Guld
- Ulla Werbrouck - Judo, halv tungvikt
- Frédérik Deburghgraeve - Simning, 100 meter bröstsim

### Silver
- Gella Vandecaveye - Judo, halv mellanvikt
- Sébastien Godefroid - Segling, finnjolle

### Brons
- Harry Van Barneveld - Judo, tungvikt
- Marisbel Lomba - Judo, lättvikt

## Brottning
Mellanvikt, grekisk-romersk stil
- Jean-Pierre Wafflard (→ 17:e plats)

## Bågskytte
Herrarnas individuella
- Paul Vermeiren — Bronsmatch, 4:e (4-2)

## Cykling

### Mountainbike
| Cyklist        | Gren                  | Tid                | Placering |
| -------------- | --------------------- | ------------------ | --------- |
| Roel Paulissen | Herrarnas terränglopp | 2:33:53 (+0:16:15) | 17:e      |

### Bana
| Cyklist          | Gren                | Poäng   | Placering |
| ---------------- | ------------------- | ------- | --------- |
| Etienne De Wilde | Herrarnas poänglopp | 0 poäng | 24:e      |

### Landsväg
Herrar
| Cyklist             | Gren                | Tid              | Placering |
| ------------------- | ------------------- | ---------------- | --------- |
| Johan Museeuw       | Herrarnas linjelopp | 04:55:25 (+1:28) | 10:a      |
| Wilfried Peeters    | Herrarnas linjelopp | 04:56:28 (+2:32) | 15:e      |
| Frank Vandenbroucke | Herrarnas linjelopp | 04:56:44(+2:48)  | 25e       |
| Johan Bruyneel      | Herrarnas linjelopp | 04:56:47 (+2:51) | 60:e      |
| Tom Steels          | Herrarnas linjelopp | 04:56:56 (+3:00) | 109:a     |
| Johan Bruyneel      | Herrarnas tempolopp | 01:10:12 (+6:07) | 24:e      |

Damer
| Cyklist             | Gren               | Tid              | Placering |
| ------------------- | ------------------ | ---------------- | --------- |
| Heidi Van de Vijver | Damernas linjelopp | 02:37:06 (+0:53) | 20:e      |

## Friidrott
Herrarnas 200 meter
- Patrick Stevens
- Final — 20,27 (→ 7:e plats)

Herrarnas 400 meter häck
- Marc Dollendorf
  1. Heat — 49.49s
  2. Semifinal — 48.91s (→ gick inte vidare)

- Jean-Paul Bruwier
  1. Heat — 49.69s (→ gick inte vidare)

Herrarnas maraton
- Eddy Hellebuyck — 2:25.04 (→ 67:e plats)

Damernas 400 meter häck
- Ann Mercken
  - Kval — 55.88
  - Semifinal — 54.95 (→ gick inte vidare)

Damernas maraton
- Marleen Renders — 2:36.27 (→ 25:e plats)

## Gymnastik
Rytmisk
Damernas individuella mångkamp, rytmisk
- Cindy Stollenberg (→ 31:a plats)

## Ridsport
Lagtävling i hoppning
- Eric Wauters ("Bon Ami")
- Stanny Van Paesschen ("Mulga Bill")
- Michel Blaton ("Revoulino")
- Ludo Philippaerts ("King Darco")

(→ 13:e plats)

## Segling
| Seglare             | Gren      | Lopp | Lopp | Lopp | Lopp | Lopp | Lopp | Lopp | Lopp | Lopp | Lopp | Poäng    | Placering |
| Seglare             | Gren      | 1    | 2    | 3    | 4    | 5    | 6    | 7    | 8    | 9    | 10   | Poäng    | Placering |
| ------------------- | --------- | ---- | ---- | ---- | ---- | ---- | ---- | ---- | ---- | ---- | ---- | -------- | --------- |
| Sébastien Godefroid | Finnjolle | 13   | 24   | 5    | 5    | 4    | 3    | 16   | 7    | 2    | 6    | 32 poäng |           |

## Tennis
| Spelare             | Gren      | Omgång 1                           | Åttondelsfinaler             | Kvartsfinaler     | Semifinaler       | Final / BM        | Final / BM       |
| Spelare             | Gren      | Motståndare Poäng                  | Motståndare Poäng            | Motståndare Poäng | Motståndare Poäng | Motståndare Poäng | Placering        |
| ------------------- | --------- | ---------------------------------- | ---------------------------- | ----------------- | ----------------- | ----------------- | ---------------- |
| Sabine Appelmans    | Damsingel | N Zvereva (BLR) L 7-5, 6-3         | Gick inte vidare             | Gick inte vidare  | Gick inte vidare  | Gick inte vidare  | Gick inte vidare |
| Dominique Van Roost | Damsingel | A Sánchez Vicario (ESP) L 6-1, 7-5 | Gick inte vidare             | Gick inte vidare  | Gick inte vidare  | Gick inte vidare  | Gick inte vidare |
| Laurence Courtois   | Damsingel | A Kournikova (RUS) W 1-6, 6-2, 6-2 | K Habšudová (SVK) L 7-5, 6-2 | Gick inte vidare  | Gick inte vidare  | Gick inte vidare  | Gick inte vidare |